# هیمزن
هیمزن (به آلمانی: Heemsen) یک شهر  در آلمان است که در نینبورگ واقع شده‌است. هیمزن ۱٬۷۳۶ نفر جمعیت دارد.